# تیم ایکو
تیم ایکو (به انگلیسی: Team ICO) یک تیم توسعه‌دهنده بازی‌های ویدئویی ژاپنی مرتبط با بخش سونی اینتراکتیو انترتینمنت بود که توسط فومیتو اوئدا رهبری می‌شد. آن‌ها بخشی از توسعه‌دهندگان محصولات استودیو ژاپن سونی بودند و از زمان تأسیس شرکت در سال ۱۹۹۷ تنها کار ساخت ۲ بازی به نام‌های ایکو و سایه کلوسوس را برای کنسول پلی‌استیشن ۲ انجام داده‌اند، اما به میزان قابل توجهی مورد احترام و تقدیر قرار گرفتند. بازی سوم این تیم نیز آخرین نگهبان نام داشت که ساخت آن از سال ۲۰۰۷ شروع شده و برای اولین بار آن را در مراسم ای۳ سال ۲۰۰۹ رونمایی و به همگان معرفی کردند. این بازی قرار بود در سال ۲۰۱۱ برای کنسول پلی‌استیشن ۳ منتشر شود اما به موجب اختلافات سازندگان، انتشار بازی به عقب افتاد تا اینکه یکبار دیگر به‌طور رسمی در نمایشگاه رسانه و تجارت ای۳ ۲۰۱۵ معرفی شد و بالاخره پس از سال‌ها تأخیر در تاریخ ۶ دسامبر ۲۰۱۶ برای کنسول پلی‌استیشن ۴ منتشر شد.
بازی‌های تیم ایکو همیشه دارای شخصیت‌های کم، اما بسیار به یادماندنی، داستانی کوتاه اما قوی و جوی فوق‌العاده همراه بوده‌است. از نقات قوت دیگر می‌توان به موسیقی متن بازی، زبان‌های گفتاری ساختگی، اثر سایه‌زن، رندرینگ دامنه دینامیک بالا، سبک هنری خاص و انیمیشن قوی اشاره کرد. بازی‌های تیم ایکو اغلب به عنوان نمونه‌ای از هنر در دنیای بازی‌های ویدئویی به‌شمار می‌روند.

## بازی‌ها
| بازی‌ها                    | پلت‌فرم      | تاریخ انتشار    |
| ------------------------- | ----------- | --------------- |
| ایکو                      | پلی‌استیشن ۲ | ۲۴ سپتامبر ۲۰۰۱ |
| سایه کلوسوس               | پلی‌استیشن ۲ | ۱۸ اکتبر ۲۰۰۵   |
| مجموعه ایکو و سایه کلوسوس | پلی‌استیشن ۳ | ۲۲ سپتامبر ۲۰۱۱ |
| آخرین نگهبان              | پلی‌استیشن ۴ | ۶ دسامبر ۲۰۱۶   |